# 汪竣泰
汪峻泰（1986年7月25日—），為台灣的棒球選手之一，之前效力於中華職棒兄弟象隊，守備位置為捕手。
涉入2009年中華職棒假球事件遭檢方調查，坦承遭雨刷集團收買打假球，遭兄弟象隊開除。

## 經歷
- 嘉義縣東石國中青少棒隊
- 臺北縣穀保家商青棒隊
- 嘉義大學棒球隊
- 中華職棒代訓藍隊借將
- 中華職棒兄弟象隊代訓球員（2008年初—2008年8月29日）
- 中華職棒兄弟象隊（2008年8月30日—2009年11月2日）

## 職棒生涯成績
| 年度   | 球隊   | 出賽 | 打數 | 安打 | 全壘打 | 打點 | 盜壘 | 四死 | 三振 | 壘打數 | 雙殺打 | 打擊率 |
| ------ | ------ | ---- | ---- | ---- | ------ | ---- | ---- | ---- | ---- | ------ | ------ | ------ |
| 2008年 | 兄弟象 | 2    | 2    | 0    | 0      | 0    | 0    | 1    | 1    | 0      | 0      | 0.000  |
| 2009年 | 兄弟象 | 28   | 58   | 14   | 1      | 8    | 0    | 6    | 10   | 18     | 4      | 0.241  |
| 合計   | 2年    | 30   | 60   | 14   | 1      | 8    | 0    | 7    | 11   | 18     | 4      | 0.233  |

## 特殊事蹟
- 2006年第八屆梅花齊全國大學棒球錦標賽全壘打獎
- 2009年7月29日於新竹棒球場，六局下代打面對統一7-ELEVEn獅投手沈柏蒼擊出職棒生涯首支全壘打。

## 外部連結
- 汪竣泰在台灣棒球維基館上的頁面（繁體中文）
- 球員資訊和成績在中華職棒官網（中文）